# Iglesia de Santa María la Mayor (Inca)
La Iglesia de Santa María la Mayor (en catalán Església de Santa Maria la Major) es un templo católico situado en la ciudad española de Inca, Islas Baleares. El edificio es de estilo barroco.

## Historia
No se sabe con exactitud la fecha en la que se iniciaron las obras, pero se conoce que la iglesia originaria fue construida antes de la Bula Papal de Inocencio IV. La primera referencia escrita data de julio de 1256 donde aparece en un testamento la donación por parte de María Cizaya de "7 sueldos para la obra, 3 al capellán y 12 monedas a San Bartolomé". Posteriormente se encuentran bastantes donaciones más, como ejemplo en 1271 la viuda de Bernardo de San Juan dona 100 sueldos y en el mismo año Ponce de Vich testamenta 10 sueldos. Pero la construcción de la nueva iglesia antes de la definitiva (la actual) se sabe que fue en el primer cuarto del siglo XIV, ya que en el interior de la actual iglesia, en la capilla del Santo Cristo, existe una lápida funeraria a nombre de Guillermo Sabadell muerto en 1329 quién había costeado aquella capilla y su altar.

ASI GAU EN G. SABADELL PREVER QUI
ASTABLI LA CAPELLANIE PERPETUAL E FEU
AQUESTA CAPELLA AB L´ALTAR E FEU XII
ANIVERSARIS PERPETEUS EN L´ESGLEIA
DE MADONA SANTA MARIA D´INCHA. MORI
III DE DECEMBRE EN L´ANY MCCCXXIX
ANIMA EIUS REQUIESCAT IN PACE. AMEN

Hasta 1703 no aparecen muchos registros importantes de la situación de la iglesia, salvo una acta del 14 de julio de 1703 en donde se presentan ante el Rector Miguel Santandreu un jurado formado por Bartolomé Llompard, Jaime Pau, Bartolomé Balle y Antonio Llompard donde le explican la situación de ruina del templo, la necesidad de derrocarlo y crear una nueva iglesia. A partir del año 1706 hasta 1838 lo único que se tiene constancia por escrito son de los pagos que se van efectuando en cada uno de los materiales utilizados y las obras que se van realizando.

## Arquitectura
Se encuentra entre las calles Sirena, Campana y la plaza de Oriente. Ocupa un espacio aproximado de 1100 metros cuadrados en planta, sobre la plaza que lleva su mismo nombre de aproximadamente 5250 metros cuadrados. Está cubierta por una bóveda de media punta con vidrieras. La parte más interesante es la puerta lateral presidida por la imagen de la Virgen de los Ángeles.
En su interior tiene doce capillas laterales y un ábside. Las capillas están dedicadas a San Juan, la Purísima, San José, San Sebastián, Santo Cristo de Inca, San Anronio Abad, las Ánimas, la Virgen del Carmen, Sagrado Corazón de Jesús, San Blas y San Pedro.
En el ábside reside el Retablo Mayor, obra de José Sastre (1720-1807), dorado y blanqueado por José Arbós. El retablo está envuelto por ángeles en el cambril realizados por Guillermo Galmés, en el centro aparece la figura de Santa María la Mayor flanqueada por los arcángeles Miguel y Gabriel junto con la anunciación a María. En el ático del retablo hay una pintura al óleo de Bartolomé Payeras que representa la Santísima Trinidad.

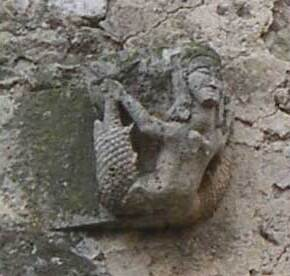
Detalle de la sirena en la iglesia

El campanario (siglo XVI-XVII), separado de la fachada principal. Es de planta cuadrangular, con puerta ojival y está hecha de piedra. Tiene características góticas que se pueden observar en el portal de la entrada y en los arcos apuntados de la parte superior de la torre, donde se encuentran las campanas.
En la fachada este, se observa una escultura de una sirena con dos colas, se sospecha que es un elemento originario del primer templo, existe una hipótesis de su origen templario, ya que dicha orden había estado presente en Inca con propiedades otorgadas por Jaime I cerca de la iglesia. Dicha sirena le da nombre a la calle que discurre por la fachada.